# Filipijnse brilvogel
De Filipijnse brilvogel (Zosterops nigrorum) is een zangvogel uit de familie Zosteropidae (brilvogels) die voorkomt in de Filipijnen.
De Tagalognaam voor deze vogel is Matang-Dulong. In de Visayas wordt deze vogelsoort Bulaiog genoemd.

## Kenmerken
De Filipijnse brilvogel is een kleine brilvogel en heeft wat weg van de bergbrilvogel (Zosterops montanus). De laatste komt echter voor vanaf 1000 meter en is te onderscheiden door een geheel witte. De geslachten van de Filipijnse brilvogel lijken sterk op elkaar, terwijl de negen verschillende ondersoorten zich onderscheiden door het geel op het voorhoofd, de aanwezigheid van zwart achter de oren en voor en onder de ogen of door de grootte. Z. n. richmondi en Z. n. catarmanensis zijn namelijk groter dan de overige ondersoorten. Bij de ondersoort Z. n. innominatus zijn het voorhoofd, de plekken achter de oren, de keel, het midden van de buik en de borst en de onderzijde van de staart geel. Onder de plekken achter de oren en onder de ogen zijn de veren zwart. De bovenkant van de vogel en de zijkant van de buik en borst zijn olijfgroen. De vogel heeft net als de andere brilvogels een opvallende witte oogring. De onderzijde van de borst en buik zijn wit. snavel is zwart met een lichtgrijze basis, de ogen zijn bruinen de poten grijs. Een juveniel is wat valer van kleur dan een volwassen exemplaar.
Deze soort wordt inclusief staart 11 tot 12 centimeter en heeft een vleugellengte van 5 tot 6 centimeter.

## Verspreiding en leefgebied
Deze vogel komt voor in de Filipijnen en telt acht ondersoorten:
- Z. n. richmondi: Cagayancillo.
- Z. n. meyleri: Camiguin (ten noorden van Luzon).
- Z. n. aureiloris: noordwestelijk Luzon.
- Z. n. innominatus: noordoostelijk en centraal Luzon.
- Z. n. luzonicus: zuidelijk Luzone en Catanduanes.
- Z. n. catamarensis: Camiguin (ten noorden van Mindanao).
- Z. n. nigrorum: westelijke Visayas.
- Z. n. mindorensis: Mindoro.

De Filipijnse brilvogel komt voor in groepen, of samen met andere vogelsoorten in het laagland tot 1000 meter boven zeeniveau. Daar is hij te vinden in bossen en bosranden.

## Status
De grootte van de populatie is niet gekwantificeerd maar de soort wordt omschreven als algemeen. Op de Rode lijst van de IUCN heeft deze soort de status niet bedreigd.